# Meneses de Campos
Meneses de Campos és un municipi de la província de Palència a la comunitat autònoma de Castella i Lleó (Espanya). Limita amb Montealegre de Campos al sud, Villerías de Campos al sud-est, Boada a l'est, Capillas i Castil de Vela al nord, Belmonte de Campos a l'oest i Palacios de Campos al sud-oest.

## Demografia
| 1991 | 1996 | 2001 | 2004 |
| ---- | ---- | ---- | ---- |
| 184  | 163  | 134  | 142  |